# Herman Charles Bosman

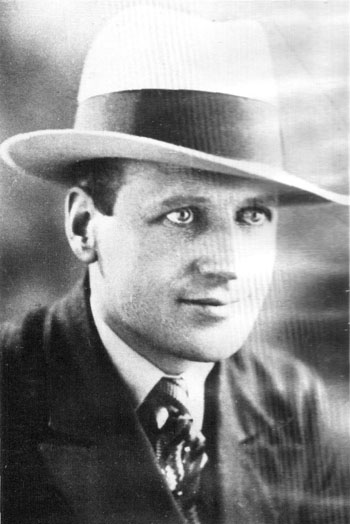

Herman Charles Bosman, född 1905 i Kuilsrivier utanför Kapstaden, död 14 oktober 1951, var en sydafrikansk författare. Han skrev berättelser, essäer och lyrik på engelska, och vann stor popularitet. Hans mest kända verk är Mafeking Road (1947). Många av hans noveller publicerades först efter hans död.

## Biografi
Bosman föddes i Kuilsrivier, men familjen flyttade snart till Johannesburg, där Bosman fick sin utbildning. Efter att ha studerat vid University of Witwatersrand började han arbeta som lärare i distriktet Groot Marico i Nordvästprovinsen. När han en sommar var på besök hos sina föräldrar var han inblandad i en olycka där han med ett jaktgevär vådasköt sin styvbror till döds. Han dömdes 1926 till döden för mord, men straffet mildrades till 10 års straffarbete. Han blev dock fri redan efter fyra och ett halvt år. Hans upplevelse av fängelsetiden skildras i romanen Cold Stone Jug.
Efter fängelsevistelsen flyttade Bosman tillbaka till Johannesburg, där han startade en tryckpress och umgicks med andra journalister och författare. Därefter följde nio år i Europa, i London, Paris och Bryssel. Det var i London som novellerna i samlingen Mafeking Road tillkom. När andra världskriget bröt ut flyttade Bosman tillbaka till hemlandet, där han fortsatte sin bana som journalist och även översatte Omar Khayyams Rubaiyat till afrikaans. Han dog 1951, efter att ha kollapsat i sitt hem, 46 år gammal.